# Наукова візуалізація

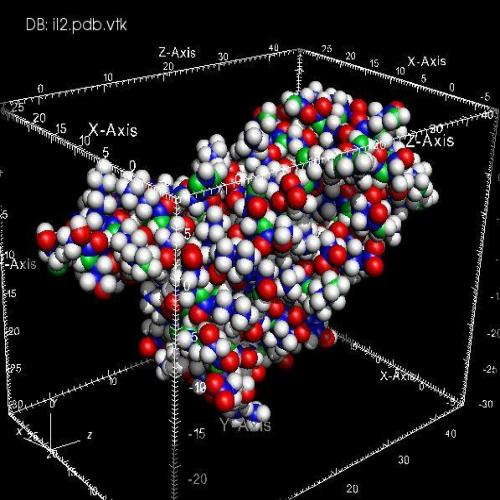
Візуалізація молекули протеїну.

Науко́ва візуаліз́ація (англ. scientific visualization) — міждисциплінарний науковий напрям, який зосереджено, в основному, на «візуалізації тривимірних явищ (архітектури, метеорології, медицини, біології, і так далі), з наголосом на реалістичному зображені об'ємів, поверхонь, джерел освітлення, і тому подібному, можливо, з динамічною складовою (часу)».
Наукову візуалізацію інколи плутають з презентаційною графікою. Презентаційна графіка в першу чергу полягає в передачі інформації та результатів доступним способом. Метою наукової візуалізації, є розуміння даних. Однак, часто ці два методи взаємопов'язані.
З точки зору комп'ютерних наук, наукова візуалізація є частиною ширшої області — візуалізації. Вона охоплює дослідження в області комп'ютерної графіки, обробки зображень, високопродуктивні обчислення тощо. Ті ж інструменти, які використовуються для наукової візуалізації можуть бути застосовані, наприклад, для анімації або презентації мультимедіа.
Як галузь науки, наукова візуалізація пов'язана з інтерактивним відображенням та аналізом даних. Оскільки вона є відносно новою наукою, її стратегія полягає в розробці основних ідей та концепцій, що ведуть до створення інструментів та реальних програмних засобів.

## Історія
Одним з перших прикладів тривимірної візуалізації наукових даних була термодинамічна поверхня Максвелла, створена з глини в 1874 році Джеймсом Максвеллом. Вона є прототипом сучасних наукових методів візуалізації, які використовують комп'ютерну графіку.
Відомі ранні двовимірні приклади наукової візуалізації включають карту походу Наполеона на Москву виробництва Чарльза Джозефа Мінарді 1869 року та точкову карту що використовувалася Джоном Сноу в 1855 році для візуалізації спалаху холери на Брод-стріт.

## Сфери наукової візуалізації

### Комп'ютерна анімація

Проєкція максимальної інтенсивності

Комп'ютерна анімація є мистецтвом, технікою та наукою створення рухомих зображень через використання комп'ютерів. Вона стає все більш поширено бути створеною за допомогою 3-D комп'ютерної графіки, хоча 2-D комп'ютерна графіка все ще широко використовується для потреб стилістики, низької пропускної здатності і швидкого рендерингу в режимі реального часу. Іноді ціллю анімації є сам комп'ютер, а іноді — є інше середовище — таке як кіно. Це також згадується як CGI (Computer-generated imagery — комп'ютерна графіка), особливо при використанні у фільмах.

### Комп'ютерне моделювання
Комп'ютерне моделювання являє собою комп'ютерну програму, або мережу комп'ютерів, яка намагається імітувати абстрактну модель конкретної системи. Комп'ютерне моделювання стало корисною частиною математичного моделювання багатьох природних систем у фізиці і обчислювальної фізики, хімії та біології; системах в економіці, психології та соціальних науках; та в процесі проектування і новітніх технологій, щоб отримати уявлення про роботу цих систем, або спостерігати за їхньою поведінкою.
Комп'ютерне моделювання варіюється від комп'ютерних програм, які працюють кілька хвилин, до груп мережевих комп'ютерів, що працюють протягом декількох годин, та моделювань, які працюють протягом декількох місяців. Масштаб подій, що моделюються значно перевершив все можливе (або, можливо, навіть мислиме) порівняно з використанням традиційного методу математичного моделювання з допомогою паперу та олівця: більш ніж 10 років тому моделювання вторгнення однієї сили іншою у пустинній місцевості, залучало моделювання 66,239 танків, вантажних автомобілів та інших транспортних засобів по модельованої місцевості навколо Кувейту, використовуючи кілька суперкомп'ютерів з міністерства оборони США програмою комп'ютерної модернізації.

### Візуалізація інформації
Візуалізація інформації є вивченням «візуального представлення колекцій нечислової інформації, таких як файли і рядки коду в програмних системах, бібліотеки і бібліографічних баз даних, мереж відносин в Інтернеті, і так далі».

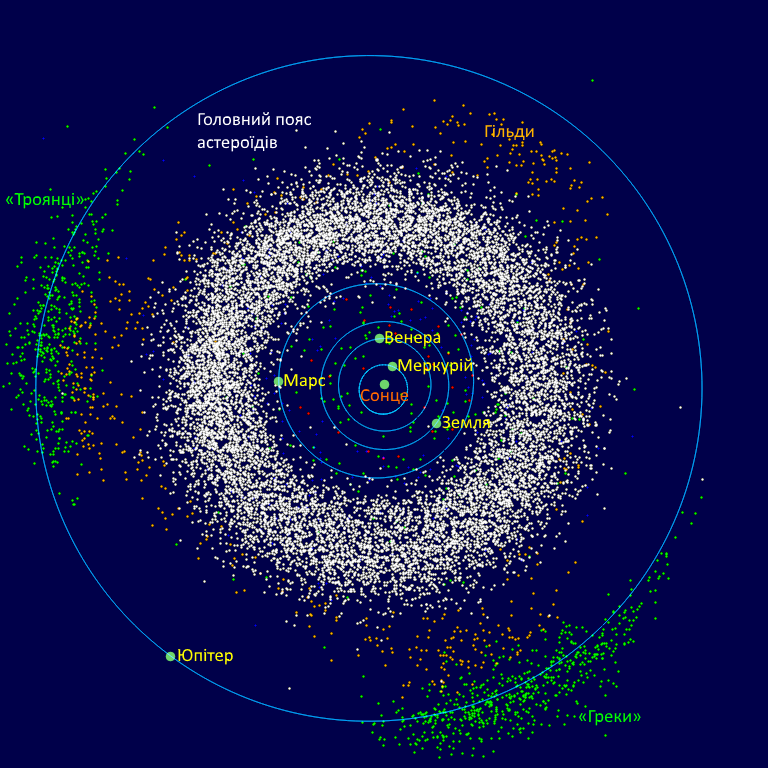
Візуалізація вигляду сонячної системи

Візуалізація інформації зосереджена на створенні підходів до передачі абстрактної інформації інтуїтивними способами. Візуальні уявлення і методи взаємодії користуються широким шляхом пропускної здатності людського ока в мозок, щоб дозволити користувачам переглядати, вивчати і розуміти великі обсяги інформації за один раз. Основна відмінність між науковою візуалізацією і візуалізацією інформації є те, що візуалізація інформації часто застосовується до даних, що не породжуються науковим дослідженням. Деякі приклади є графічними зображеннями даних для бізнесу, уряду, новин і соціальних медіа.

### Технологія інтерфейсу і сприйняття
Технологія інтерфейсу і сприйняття показує, як нові інтерфейси і більш глибоке розуміння основних проблем сприйняття створюють нові можливості для наукової спільноти візуалізації.

### Рендеринг поверхонь
Рендеринг являє собою процес формування зображення з моделі за допомогою комп'ютерних програм. Модель являє собою опис тривимірних об'єктів в строго визначеній мові або структурі даних. Вона містить інформацію про геометрію, точку огляду, текстуру, освітлення і затінення. Зображення являє собою цифрове зображення або растрове графічне зображення. Можна провести аналогію з «рендерингом художника» сцени. «Рендеринг» також використовується для опису процесу обчислення ефектів в файл редагування відео для отримання остаточного готового відео. Важливі методи візуалізації є:

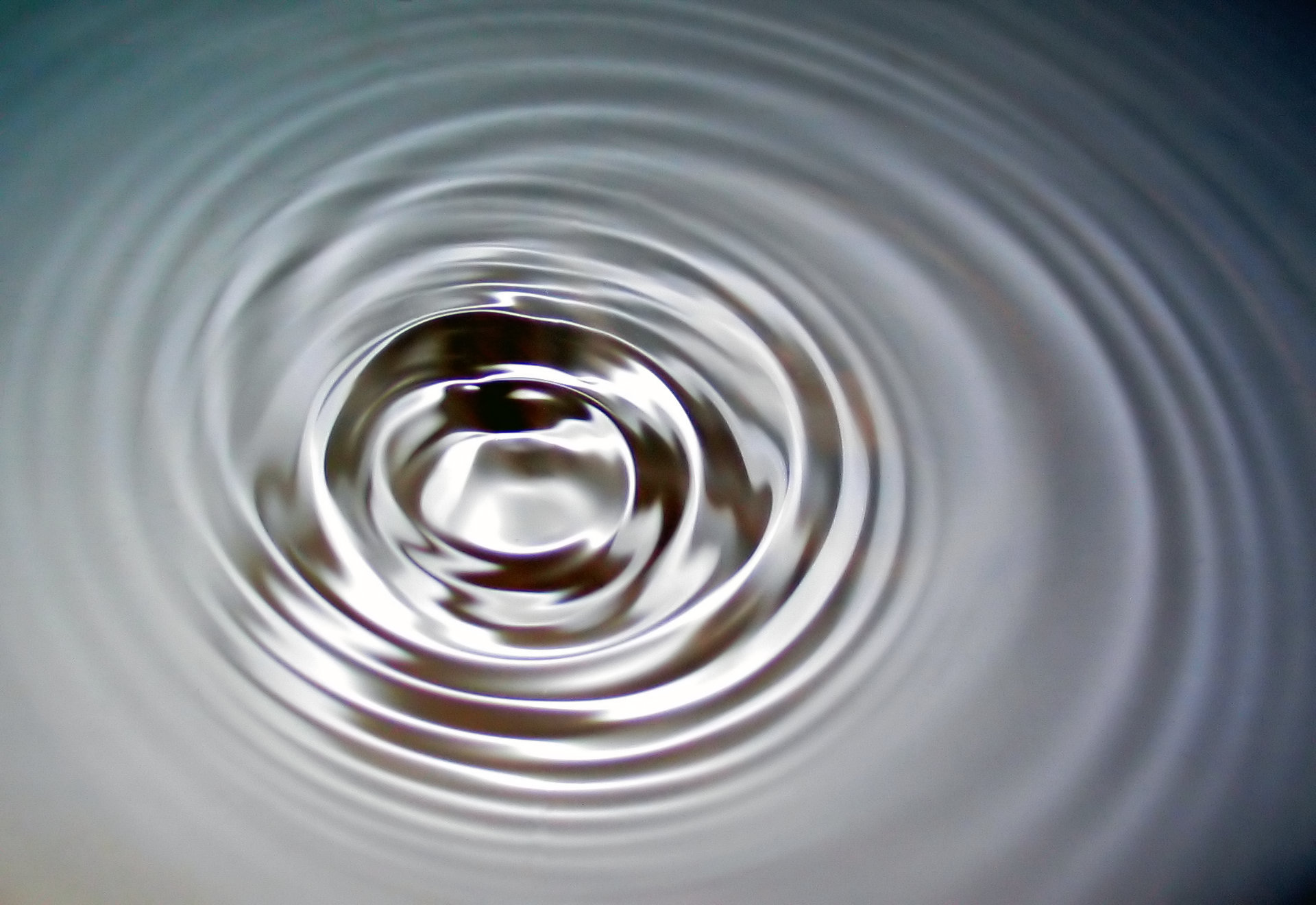
Наукова візуалізація потоку рідини: поверхневі хвилі

Алгоритм «Scanline» і растеризація
Подання високого рівня зображення обов'язково містить елементи в іншому домені від пікселів. Ці елементи називаються примітивами. У схематичному кресленні, наприклад, лінійні сегменти і криві можуть бути примітивами. У графічному інтерфейсі, вікна і кнопки можуть бути примітивами. У 3D-рендеринга, трикутники і багатокутники в просторі можуть бути примітивами.
Кидання променів
Кидання променів використовують переважно для моделювання в реальному часі. Наприклад у комп'ютерних іграх та анімаційних мультфільмах, тобто там, де деталі не важливі, чи там, де доцільніше не брати до уваги дрібні деталі з метою підвищення продуктивності на етапі обчислень. Без застосування додаткових алгоритмів отримані в результаті поверхні мають притаманно «плоский» вигляд, наче об'єкти в сцені були пофарбовані матовою фарбою.
Освітлення

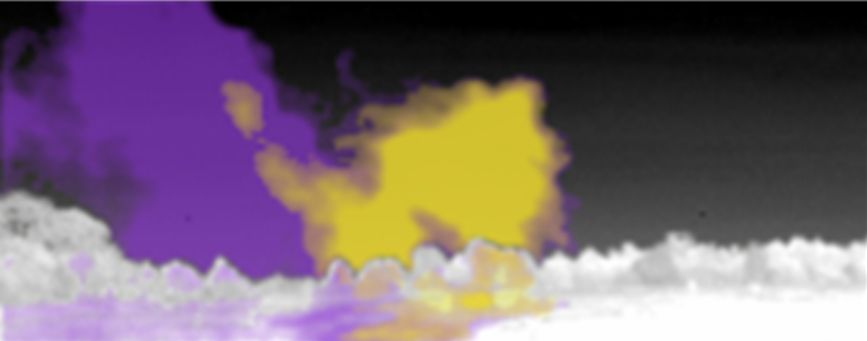
Хімічна візуалізація одночасного випуску SF6 і NH3.

Освітлення, також відоме як «глобальне освітлення» (Global Illumination), являє собою метод, який намагається імітувати шлях, в якому безпосередньо освітлені поверхні діють як непрямі джерела світла, які освітлюють інші поверхні. Це призводить до більш правдивого затінення і, здається, краще захоплює «атмосферу»  кімнатної сцени.
Трасування променів
Трасування променів (англ. ray tracing) є продовженням тієї ж методики, розробленої в алгоритмі «scanline» і ray casting. Як і ті, він обробляє складні об'єкти добре, а об'єкти мають бути описані математично. На відміну від алгоритму «scanline» і ray casting, трасування променів майже завжди є методом Монте-Карло, тобто реалізується на основі усереднення ряду випадково згенерованих вибірок з моделі.

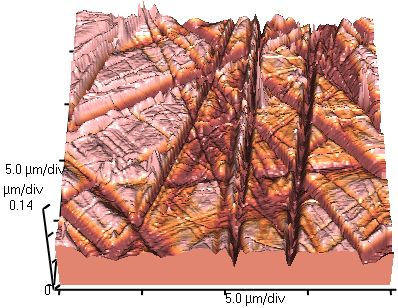
Топографічне сканування поверхні скла за допомогою атомно-силового мікроскопа.

### Об'ємний рендеринг
Об’ємний рендеринг є методом, який використовується для відображення 2D-проєкції 3D дискретно відібраного набору даних. Типовий набір 3D даних являє собою групу зрізів 2D зображень, отриманих за допомогою сканера КТ або МРТ. Зазвичай вони отримуються в звичайному шаблоні (наприклад, один шар кожен міліметр) і зазвичай має регулярне число пікселів зображення в регулярному зразку. Це приклад регулярної об'ємної сітки, з кожним елементом обсягу, або воксель, представлений одним значенням, яке виходить шляхом відбору області, навколо вокселя.

### Об'ємна візуалізація
Згідно з Розенблюмом "об'ємна візуалізація розглядає набір методів, що дозволяє переглядати об'єкт без математично представлення іншої поверхні. Спочатку використовується в медичній візуалізації, об'ємна візуалізація стала важливим методом для багатьох наук, зображання явища стало широко застосовним у вигляді хмар, водних потоків і молекулярної та біологічної структури. Багато алгоритмів об'ємної візуалізації є обчислювально дорогими і вимагають зберігання великих обсягів даних. Досягнення в області апаратних засобів і програмного забезпечення узагальнюють об'ємну візуалзація, так як в режимі реального часу виконання.